# One Size Fits All
One Size Fits All es un álbum de rock del músico y compositor Frank Zappa y su banda The Mothers of Invention de 1975. Es el último álbum de estudio que grabaría Zappa con la banda. Se preparó y publicitó una versión cuadrafónica del álbum, pero nunca salió al mercado.
El álbum está grabado por una de las últimas formaciones de The Mothers of Invention, con George Duke, Chester Thompson, Ruth Underwood, Tom Fowler y Napoleon Murphy Brock. Además el álbum tiene una de las composiciones más complejas y conocidas de Zappa, "Inca Roads". Uno de los héroes de Zappa, Johnny "Guitar" Watson, aparece en dos temas del álbum. 
En 1988, One Size Fits All se editó en CD bajo el sello discográfico Rykodisc.

## Lista de canciones
Todas las canciones compuestas por Frank Zappa.

### Cara A
1. "Inca Roads" – 8:45
2. "Can't Afford No Shoes" – 2:38
3. "Sofa No. 1" – 2:39
4. "Po-Jama People" – 7:39

### Cara B
1. "Florentine Pogen" – 5:27
2. "Evelyn, a Modified Dog" – 1:04
3. "San Ber'dino" – 5:57
4. "Andy" – 6:04
5. "Sofa No. 2" – 2:42

## Personal

### Músicos
- Frank Zappa – voz, guitarra
- George Duke – teclados, voz, coros, sintetizador
- Ruth Underwood – marimba, vibráfono, percusión
- Johnny "Guitar" Watson – voz
- James "Bird Legs" Youman – bajo
- Chester Thompson – batería, efectos de sonido, voz
- Tom Fowler – bajo
- Captain Beefheart ('Bloodshot Rollin' Red' en los créditos) – armónica
- Napoleon Murphy Brock – saxofón tenor, voz, coros, flauta

### Personal técnico
- Kerry McNabb (Kerry McNab en los créditos) – ingeniero, mezclas
- Cal Schenkel – diseño, ilustraciones
- Robert Stone – ingeniero
- Michael Braunstein – ingeniero
- Unity – asistente de ingeniero
- Dick Barber – asistente de ingeniero
- Gary O. – ingeniero
- Ferenc Dobronyi – diseño
- J.E. Tully – diseño
- Coy Featherstone – asistente de ingeniero
- Paul Hof – asistente de ingeniero
- Matti Laipio – voces, asistente de ingeniero
- Bill Romero – voces, asistente de ingeniero
- Richard "Tex" Abel – asistente de ingeniero
- Jukka – ingeniero